# غزل اكاي
غزل اكاي (بالتركية: Ezel Akay)‏ هو منتج أفلام ومهندس ومخرج وممثل تركي، ولد في 20 يناير 1961 في تركيا.

## وصلات خارجية
- غزل اكاي على موقع IMDb (الإنجليزية)
- غزل اكاي على موقع ألو سيني (الفرنسية)
- غزل اكاي على موقع أول موفي (الإنجليزية)
- غزل اكاي على موقع قاعدة بيانات الفيلم (الإنجليزية)
- غزل اكاي على موقع كينوبويسك (الروسية)